# Грушечка
Грушечка (бел. Грушачка) — посёлок в Лукском сельсовете Жлобинского района Гомельской области Белоруссии.

## География

### Расположение
В 12 км на север от районного центра и железнодорожной станции Жлобин (на линии Бобруйск — Гомель), 105 км от Гомеля.

## Гидрография
На западе мелиоративные каналы.

## Транспортная сеть
Рядом автодорога Рогачёв — Жлобин. Планировка состоит из короткой, почти меридиональной улицы, застроенной деревянными усадьбами.

## История
Основан в 1923 году, когда на землях фольварка Царицын Дар стали селиться переселенцы из соседних деревень. В 1931 году жители вступили в колхоз. Во время Великой Отечественной войны оккупанты в 1944 году сожгли 14 дворов, убили 3 жителей. Согласно переписи 1959 года в составе подсобного хозяйства районного Производственного объединения «Сельхозхимия» (центр — деревня Луки).

## Население

### Численность
- 2004 год — 12 хозяйств, 18 жителей.

### Динамика
- 1925 год — 8 дворов.
- 1940 год — 19 дворов, 95 жителей.
- 1959 год — 93 жителя (согласно переписи).
- 2004 год — 12 хозяйств, 18 жителей.